# Taraš
Taraš (serbisch-kyrillisch Тараш, ungarisch Tiszatarrós) ist ein Ort am linken Ufer der Theiß im serbischen Banat und gehört zum Verwaltungsgebiet der Stadt Zrenjanin.

## Demografie
In Taraš leben nach einer Volkszählung aus dem Jahr 2002 insgesamt 868 volljährige Personen in 389 Haushalten. Das Durchschnittsalter der Einwohner liegt bei 39,8 Jahren (38,8 bei der männlichen und 40,8 bei der weiblichen Bevölkerung). Das Dorf hat eine serbische Mehrheit und verzeichnet eine kontinuierlich sinkende Einwohnerzahl.
| Bevölkerungsentwicklung |           |
| Jahr                    | Einwohner |
| 1948                    | 1956      |
| 1953                    | 1956      |
| 1961                    | 1779      |
| 1971                    | 1612      |
| 1981                    | 1328      |
| 1991                    | 1152      |
| 2002                    | 1140      |

## Religion
Im Dorfzentrum steht die von 1850 bis 1853 erbaute serbisch-orthodoxe Kirche Hl. Großmärtyrer Georg. Zudem befindet sich im östlichen Dorfteil ein serbisch-orthodoxer Friedhof.